# Igor Wassiljewitsch Runow
Igor Wassiljewitsch Runow (russisch Игорь Васильевич Рунов; englische Transkription Igor Vasilyevich Runov; * 8. Februar 1963 in Moskau; † 11. April 2011 in Moskau) war ein sowjetisch-russischer Volleyballspieler, der 1988 in bei den Olympischen Sommerspielen in Seoul mit der sowjetischen Mannschaft die Silbermedaille gewann. Bei den Olympischen Sommerspielen 1992 in Barcelona gehörte er zum Olympiaaufgebot der GUS und wurde Siebter. Außerdem wurde er 1986 Vizeweltmeister in Frankreich, 1987 Europameister in Belgien und 1991 Europameister in Deutschland. Mit ZSKA Moskau gewann Runow fünfmal den Europapokal der Landesmeister und wurde siebenmal sowjetischer Meister.
Von 1991 bis 1998 spielte er für zahlreiche europäische Vereine, u. a. auch beim deutschen Bundesligisten TuS Kriftel.
Am 11. April 2011 starb Runow in einem Moskauer Krankenhaus. Die Ursache war ein abgelöstes Blutgerinnsel.